# Laura Carbo Núñez
Laura Carbo Núñez (Guayaquil-Quito, 1946) fue la esposa del presidente ecuatoriano Isidro Ayora Cueva, y como tal es reconocida como Primera dama de la nación, cargo que ejerció entre el 17 de abril de 1929 y el 24 de agosto de 1931.

## Biografía
Nacida en la ciudad de Guayaquil, sus padres fueron el hacendado dauleño Vicente Enrique Carbo Aguirre y la aristócrata quiteña Rosa Elena Núñez Torres. Era descrita como una mujer extremadamente bella para los cánones de la época, con una piel muy clara. Falleció en la ciudad de Quito en el año 1946.

### Matrimonio y descendencia
El 17 de julio de 1917 contrajo matrimonio con Isidro Ayora Cueva, un médico obstetra de la ciudad de Loja que llegó a ser presidente de la República entre 1929 y 1931. Mujer de la aristocracia y de piel muy blanca, sucumbió a la tentación de llamar «indio» a su esposo en alguna pelea marital, lo que provocó que la pareja se separase por algún tiempo.
Laura e Isidro tuvieron tres hijos:
- José María Ayora Carbo
- Isidro Ayora Carbo
- Laura María Ayora Carbo

## Primera dama
Como primera dama de la nación, Laura fue anfitriona del Palacio de Carondelet durante los tres años que duró la presidencia de su esposo, al que también acompañaba a diversos actos protocolares a nivel nacional, como el 11 de noviembre de 1925 en la inauguración del Cotopaxi Tennis Club de la ciudad de Latacunga.
Una de las monedas lanzadas tras la Revolución juliana y la reestructuración de la economía ecuatoriana, era conocida popularmente como «Laurita» en honor a la primera dama, correspondiente a la denominación de 50 centavos, estaba hecha con plata de 720 quilates y era considerada de la suerte por la gente de la época. Probablemente, se encargó de la decoración de la llamada Casa de los Presidentes, que adquirió el Gobierno de su esposo para que residieran los primeros mandatarios ecuatorianos, de cuya inauguración se conoce la única fotografía pública de la primera dama.